# Сивці (Мядельський район)
Сивці (біл. вёска Сіўцы) — село в складі Мядельського району Мінської області, Білорусь. Село підпорядковане Будславській сільській раді, розташоване в північній частині області.

## Історія
З 1793 після другого розділу Речі Посполитої Сивці, як і вся Вілейщина, входила до складу Російської імперії, був утворений Вілейський повіт у складі спочатку Мінської губернії, а з 1843 - Віленської губернії.
У 1921–1945 роках село знаходилось у Польщі, у Вільнюськім воєводстві, Вілейського повіту, у гміні Крывічы.

## Населення
- 1866 рік — 115 людини, 14 будинків[2]
- 1921 рік — 255 людини, 43 будинків[3]
- 1931 рік — 282 людини, 55 будинків[4].